# خوان أنطونيو بيتزي
خوان أنطونيو بيزي (بالإسبانية: Juan Antonio Pizzi) ولد في 7 حزيران/يونيو 1968، هو لاعب كرة قدم محترف متقاعد؛ كان يلعب في مركز الهجوم. والمُدرب الحالي لمنتخب الكويت.
قضى خوان معظم مشواره في إسبانيا، حيث كان يلعب أساسا في نادي تينيريفي الذي لعب بعض المواسم في دوري الدرجة الأولى الاسباني، وقد اكتسب اللاعب شعبية كبيرة بعدما خاض مع الفريق 221 مباراة سجل فيها 92 هدفا وذلك خلال ثمانية مواسم، كما لعب لصالح نادي فالنسيا وفي وقت لاحق برشلونة.
ولد خوان في الأرجنتين، لكنه مثل المنتخب الوطني الإسباني لمدة أربع سنوات،  حيث ظهر معه في كأس العالم وبطولة أمم أوروبا، ثم توجه للتدريب بعد تقاعده من ممارسة رياضة كرة القدم.

## المسيرة الكروية

### مع الفرق
ولد بيزي في سانتا في، ثم بدأ مسيرته الكروية مع روزاريو سنترال، قبل أن ينتقل إلى نادي تولوكا في المكسيك، وبعد عام واحد فقط انتقل إلى نادي تينيريفي والذي شهد معه نجاح فردي كبير حيث سجل له 30 هدفا في أول موسمين فقط، وقد ساعد الفريق على التأهل لكأس الاتحاد الاوروبي في سنته الثانية.
أدائه مع فريق تينيريفي جعل العديد من أندية الدوري الاسباني تهتم به محاولة الحصول على خدماته وكان أبرزها نادي فالنسيا الذي تمكن في وقت لاحق من ضمه. ومع ذلك، فقد كان سعره عاليا نوعا ما وغير مستقر مما مما جعله يشارك مع النادي الفالنسي لموسم واحد فقط، قبل أن يعود لفريقه السابق بعد نهاية موسم 1993–94، ثم عاد للتألق مجددا مع تينيريفي خاصة في موسم 1995–96 والذي ساعد فيه الفريق في التأهل لكأس الاتحاد الأوروبي مجددا؛ كما حصل على جائزة بيتشيشي بعد تسجيله لـ 31 هدفا في 41 مباراة.
انتقل خوان بعد ذلك إلى نادي برشلونة، لكنه وجد صعوبة في العثور على مكان رسمي له خاصة مع تواجد كل من رونالدو، سوني أندرسون ثم لويس إنريكي، لكنه وبالرغم من ذلك فقد تمكن من المشاركة مع الفريق الكتالوني في 18 مباراة في الدوري وقد اكتسب شعبية كبير في كامب نو بسبب أدائه المميز.
فاز مع برشلونة بكأس السوبر الإسبانية عام 1996، ثم كأس السوبر الأوروبية وكذلك كأس ملك إسبانيا في عام 1997، ثم فاز معه بلقب الدوري موسم 1997–98؛ أما أبرز لحظاته مع النادي فقد كانت تسجيله لهدف الفوز (5-4) على ضيفه أتلتيكو مدريد في مباراة إياب ربع نهائي الكأس المحلية بعد أن كان البلوغرانا متخلف بنتيجة 0-3 عند نهاية الشوط الأول.
في وقت لاحق، عاد بيزي إلى الأرجنتين مجددا لكن هذه المرة للعب مع نادي أتلتيكو ريفر بليت، ثم انتقل أيضا إلى البرتغال من بوابة بورتو لكنه لم يقدم مردودا جيدا هناك حيث شارك معه في 11 مباراة فقط سجل فيها ثلاثة أهداف. ثم عاد موسم 2001-02 مرة أخرى إلى روزاريو لكن هذه المرة مع نادي فياريال لكنه عانى من الإصابة في الساق بعد اصدامه بمواطنه مارتن باليرمو.

### مع المنتخب
شارك بيزي مع إسبانيا في 22 مباراة وسجل فيها ثمانية أهداف، حيث كانت أولى مبارياته مع المنتخب بتاريخ 30 تشرين الثاني/نوفمبر من العام 1994 مباراة ودية أمام فنلندا (انتهت لصالح الإسبان بـ 2-0). ثم عاد للمشاركة مجددا في السنة الموالية تحديدا في 20 سبتمبر، حيث ساعد منتخب بلاده في الفوز على الأرجنتين بـ 2-1 في مباراة استعراضية لعبت في مدريد.
كان بيزي ضمن التشكيلة الرسمية التي شاركت في كأس الأمم الأوروبية 1996 وكذلك في التشكيلة التي خاضت كأس العالم سنة 1998.
آخر مباراة لبيزي كانت أمام منتخب بارغاواي حيث دخل بديلا للاعب فرناندو مورينتس ثم انتهت المباراة بالتعادل السلبي ليخرج لاروخا من مرحلة المجموعات، ثم أعلن بعد ذلك مباشرة عن اعتزاله المشاركة مع المنتخب.

## الأهداف الدولية
| #  | التاريخ        | الملعب                                                 | الخصم            | النتيجة | النتيجة النهائية | المنافسة                                  |
| -- | -------------- | ------------------------------------------------------ | ---------------- | ------- | ---------------- | ----------------------------------------- |
| 1. | 15 يناير 1995  | ملعب ريازور، لا كورونيا إسبانيا                        | الأوروغواي       | 1–0     | 2–2              | مباراة ودية                               |
| 2. | 6 سبتمبر 1995  | ملعب لوس كارمنس الجديد، غرناطة، إسبانيا                | قبرص             | 3–0     | 6–0              | تصفيات بطولة أمم أوروبا 1996 (المجموعة 2) |
| 3. | 6 سبتمبر 1995  | ملعب لوس كارمنس الجديد، غرناطة، إسبانيا                | قبرص             | 5–0     | 6–0              | تصفيات بطولة أمم أوروبا 1996 (المجموعة 2) |
| 4. | 20 سبتمبر 1995 | ملعب فيسنتي كالديرون، مدريد، إسبانيا                   | الأرجنتين        | 1–0     | 2–1              | مباراة ودية                               |
| 5. | 13 نوفمبر 1996 | ملعب هيلودرو رودريغيز، سانتا كروث دي تينيريفه، إسبانيا | سلوفاكيا         | 1–0     | 4–1              | تصفيات كأس العالم 1998                    |
| 6. | 12 فبراير 1997 | ملعب خوسيه ريكو بيريز، أليكانتي، إسبانيا               | مالطا            | 4–0     | 4–0              | تصفيات كأس العالم 1998                    |
| 7. | 3 يونيو 1998   | ملعب ساردينيورو، سانتاندير، إسبانيا                    | أيرلندا الشمالية | 1–0     | 4–1              | مباراة ودية                               |
| 8. | 3 يونيو 1998   | ملعب ساردينيورو، سانتاندير، إسبانيا                    | أيرلندا الشمالية | 2–0     | 4–1              | مباراة ودية                               |

## الألقاب والإنجازات

### كلاعب

#### ألقاب جماعية
برشلونة
- الدوري الاسباني: 1997-98
- كأس ملك إسبانيا: 1996-97،[8] 1997-98[9]
- كأس السوبر الإسباني: 1996[10]
- كأس الكؤوس الأوروبية: 1996-97[11]
- كأس السوبر الأوروبي: 1997[12]

بورتو
- كأس البرتغال: 2000-01[13]

#### ألقاب فردية
- جائزة بيتشيشي: 1995-96[14]

### كمدرب

#### ألقاب جماعية
إنيفرستيداد كاتوليكا
- الدوري التشيلي: 2010

سان لورينزو
- الدوري الأرجنتيني: 2013

شيلي
- كوبا أمريكا: 2016

#### ألقاب فردية
- الدوري الإسباني: مدرب الشهر (فببراير/شباط 2014)

## روابط خارجية
- خوان أنطونيو بيتزي على موقع الاتحاد الدولي (مؤرشف)  (الإنجليزية)
- خوان أنطونيو بيتزي على موقع الاتحاد الأوربي (الإنجليزية)
- خوان أنطونيو بيتزي على موقع قاعدة بيانات كرة القدم.إي يو (الإنجليزية)
- خوان أنطونيو بيتزي على موقع ناشيونال فوتبول تيمز (الإنجليزية)
- خوان أنطونيو بيتزي على موقع Soccerway.com (الإنجليزية)
- خوان أنطونيو بيتزي على موقع عالم كرة القدم.نت (الإنجليزية)